# Floorball-Verband Deutschland
Der Floorball-Verband Deutschland e. V. (Eigenschreibweise: floorball deutschland; früher: Deutscher Unihockey Bund, DUB), gegründet am 13. Juni 1992 in Clausthal-Zellerfeld, ist der Spitzenverband und Fachsportverband, der die Sportart Floorball in Deutschland vertritt. Er ist seit dem Jahr 1994 Mitglied im Floorball-Weltverband International Floorball Federation (IFF) und seit 2014 Mitglied des Deutschen Olympischen Sportbundes. Der Sitz ist Leipzig und die Geschäftsstelle befindet sich in Bremen. Dem Verband gehören rund 15.000 Mitglieder an.

## Nationalmannschaft
Bei der B-Weltmeisterschaft in Prag im Jahr 2008 konnte die deutsche Mannschaft Gold gewinnen. Bei der Unihockey-Weltmeisterschaft 2012 in der Schweiz erreichte die Herren-Nationalmannschaft ihre bis heute erfolgreichste Platzierung, den vierten Platz und konnte erstmals in das Halbfinale einer Weltmeisterschaft ziehen.

## Nationale Wettbewerbe
Seit 1995 wird die Floorball-Bundesliga der Herren und Damen ausgetragen. Seit 2005 gibt es außerdem eine 2. Bundesliga der Herren. Auf nationaler Ebene wird seit 2007 jährlich der Floorball Deutschland Pokal für Herrenmannschaften auf einem Großfeld ausgespielt. Seit der Saison 2011/12 findet ebenfalls jährlich der Floorball Deutschland Pokal für Frauenmannschaften statt. Außerdem organisiert Floorball Deutschland verschiedene Deutsche Meisterschaften. Seit 2022 gibt es auch die Street Floorball Tour.

## Mitglieder
Floorball Deutschland vereint zwölf Landesverbände mit über 14.000 Mitgliedern in 210 Vereinen.
Als direkte Mitglieder im Floorball-Verband Deutschland werden die folgenden Landesverbände geführt:
|                                           | Bundesland             |
| ----------------------------------------- | ---------------------- |
| Floorball-Verband Baden-Württemberg       | Baden-Württemberg      |
| Floorball-Verband Bayern                  | Bayern                 |
| Floorballverband Berlin-Brandenburg       | Berlin                 |
| Floorballverband Berlin-Brandenburg       | Brandenburg            |
| Floorballverband Berlin-Brandenburg       | Mecklenburg-Vorpommern |
| Floorball Verband Niedersachsen-Bremen    | Bremen                 |
| Floorball Verband Niedersachsen-Bremen    | Niedersachsen          |
| Floorball Bund Hamburg                    | Hamburg                |
| Floorball Verband Hessen                  | Hessen                 |
| Nordrhein-Westfälischer Floorball Verband | Nordrhein-Westfalen    |
| Floorballverband Rheinland-Pfalz/Saarland | Rheinland-Pfalz        |
| Floorballverband Rheinland-Pfalz/Saarland | Saarland               |
| Floorballverband Sachsen                  | Sachsen                |
| Floorballverband Sachsen-Anhalt           | Sachsen-Anhalt         |
| Floorballverband Schleswig-Holstein       | Schleswig-Holstein     |
| Floorball-Verband Thüringen               | Thüringen              |

## Aufgaben
Der Floorball-Verband Deutschland ist seit Dezember 2014 Mitglied im Deutschen Olympischen Sportbund (DOSB).
Der Verband gibt das für Deutschland anzuwendende Regelwerk heraus, steuert die Schiedsrichterausbildung und koordiniert den überregionalen Spielbetrieb innerhalb der 1. Bundesliga und 2. Bundesliga der Herren ebenso wie den der 1. Bundesliga der Damen. Des Weiteren wird seit 2007 der Floorball Deutschland Pokal ausgerichtet.
Außerdem koordiniert er die Floorball-Entwicklung in Schulen und Vereinen, wobei er insbesondere den bundesweiten Floorball Cup als einen Schulsportwettbewerb für gemischte Mannschaften organisiert und durch die Landesverbände in den Regionen ausrichten lässt. Zum Teil ist dieser Wettbewerb in einigen Bundesländern als Ergänzungssportart im Programm Jugend trainiert für Olympia & Paralympics enthalten.

## Umbenennung der Sportart
Der Name der Sportart hat eine bewegte Geschichte hinter sich.
Auf seiner elften ordentlichen Delegiertenversammlung am 9. August 1997 in Grasleben hat sich der Fachverband Deutscher Unihoc Bund e. V. (DUB) mit Stimmenmehrheit vom Begriff Unihoc verabschiedet und ihn durch Unihockey ersetzt. Unihoc ist der Markenname eines bekannten Herstellers für Floorball-Spielgeräte und der DUB wäre zu der Zeit nicht für die Weltmeisterschaften des Weltverbandes International Floorball Federation zugelassen worden.
Auf der 15. ordentlichen Delegiertenversammlung am 25. September 1999 in Berlin hielt zwar die Mehrheit der Delegierten noch – solidarisch mit dem Schweizer Unihockey Verband (SUHV) – am Namen Unihockey fest, doch am 26. September 2009 wurde auf einer außerordentlichen Delegiertenversammlung in Weißenfels beschlossen, fortan den Begriff Floorball zu verwenden. Dadurch wurde die Begrifflichkeit der international üblichen Namensgebung angeglichen. Außerdem werden so Verwechslungen vor allem mit Hockey oder Hochschulsport vermieden und die Sportart wird in ihrer Einzigartigkeit klar positioniert und vermarktbar gemacht. Die Namensänderung des Verbandes wurde im Jahr 2010 von der Mitgliederversammlung in Bordesholm bestätigt. Die Änderung im Vereinsregister erfolgte kurz darauf.

## Besondere Ereignisse
- Im Jahr 2001 hat der Verband die 1. U19-Weltmeisterschaft der Junioren im Raum Weißenfels, Halle und Leipzig ausgerichtet.
- Im Januar 2004 fanden im Landkreis Weißenfels die Europapokal-Finalspiele statt.
- Im November 2006 wurde in Naunhof und Leipzig die 2. U19-Weltmeisterschaft der Juniorinnen ausgetragen.
- Im Juli 2007 wurde die Sportart erstmals im Rahmen eines 'Unihockey-Dorfes' auf der Fachmesse ISPO zusammen mit dem Floorball-Weltverband IFF und Herstellern einem Fachpublikum präsentiert.
- Während der B-Weltmeisterschaft in Prag 2008 konnte die deutsche Floorballnationalmannschaft Gold gewinnen.
- Vom 3. bis 7. Mai 2011 fand in Weißenfels die 6. U19-Juniorenweltmeisterschaften statt.
- Bei der Herren-Unihockey-Weltmeisterschaft 2012 in der Schweiz erreichte die Nationalmannschaft erstmals ein Halbfinale einer Weltmeisterschaft und wurde am Ende Vierter.[3]

## Statistik
Entwicklung der Anzahl der registrierten Spieler und Vereine in Deutschland:
| Datum | Spieler/innen | Vereine                                                                                   |
| --- | --- | ----------------------------------------------------------------------------------------- |
| 31. Dezember 1996 31. Dezember 1997 31. Dezember 1998 31. Dezember 1999 31. Dezember 2000 31. Dezember 2001 30. Juni 2003 30. Juni 2004 30. Juni 2005 30. Juni 2006 30. Juni 2007 30. Juni 2008 30. Juni 2009 30. September 2010 30. September 2011 1. Januar 2012 1. Januar 2013 31. Dezember 2014 31. Dezember 2015 Ende 2016 Ende 2017 Ende 2019 Ende 2020 1. Januar 2022 1. Januar 2023 1. Januar 2024 | 200 269 339 540 950 1.980 2.092 2.940 3.338 3.600 4.480 5.311 5.920 8.200 8.280 9.591 10.056 10.642 10.961 11.512 12.100 13.063 13.583 12.589 13.935 14.678 | 25 25 29 50 54 62 70 86 ? 96 99 ? 149 145 152 171 174 182 191 193 201 212 214 222 219 210 |